# Cyrtocarpa edulis
Cyrtocarpa edulis là một loài thực vật có hoa trong họ Đào lộn hột. Loài này được (Brandegee) Standl. mô tả khoa học đầu tiên năm 1923.